# 424 (numero)
Quattrocentoventiquattro (424) è il numero naturale dopo il 423 e prima del 425.

## Proprietà matematiche
- È un numero pari.
- È un numero composto con 8 divisori: 1, 2, 4, 8, 53, 106, 212, 424. Poiché la somma dei suoi divisori (escluso il numero stesso) è 386 < 424, è un numero difettivo.
- È un numero rifattorizzabile.
- È un numero palindromo e un numero ondulante nel sistema numerico decimale.
- È un numero colombiano nel sistema numerico decimale.
- È parte delle terne pitagoriche (224, 360, 424), (318, 424, 530), (424, 795, 901), (424, 2793, 2825), (424, 5610, 5626), (424, 11232, 11240), (424, 22470, 22474), (424, 44943, 44945).
- È un numero malvagio.

## Astronomia
- 424P/La Sagra è una cometa periodica del sistema solare.
- 424 Gratia è un asteroide della fascia principale del sistema solare.
- NGC 424 è una galassia spirale della costellazione dello Scultore.

## Astronautica
- Cosmos 424 è un satellite artificiale russo.